# Lavinia María Cueva Zepeda
Lavinia María Cueva Zepeta (Autlán de Navarro, 1944-Guadalajara, 2019) fue una docente y poeta jalisciense, autora de cinco libros. Se desempeñó como catedrática de la Licenciatura en Letras Hispánicas en la Universidad de Guadalajara y como maestra normalista en los niveles de preescolar y primaria.

## Biografía
Nació en Autlán de Navarro, Jalisco, el 8 de agosto de 1944. Procedente de una familia de maestras, desde su infancia decidió dedicarse a la enseñanza. Creció en un entorno que enfatizaba la importancia de la expresión literaria, lo que también influyó en su aprecio por las Letras Su madre, Lavinia Celia Zepeda y Hueso, quien además de profesora fue pianista, la impulsó a complementar sus estudios con el aprendizaje del piano.
Estudió en la Escuela Normal de Jalisco. De forma paralela, se formó como pianista con el profesor Tomás Escobedo. Desde sus inicios profesionales, cultivó la escritura y la divulgación de la literatura.
Fue maestra del área de educación primaria entre 1963 y 1970. A partir de 1978, se dedicó a la educación preescolar, como maestra de Educación Musical en Jardines de Niños y educadora. En 1985, fue invitada por la Dirección General de Educación Preescolar del Estado de Jalisco para impartir clases en todo el estado. En 1986, fue comisionada para desempeñar dicha actividad a nivel del sistema federal, tras lo cual fue nombrada Supervisora de Educación Musical de Preescolar, cargo que desempeñó hasta 2005, cuando se jubiló del sistema de educación básica tras 29 años de servicio. A lo largo de su trayectoria, creó métodos de enseñanza musical, cuyo uso se extendió en el sistema educativo del periodo Asimismo, diseñó materiales pedagógicos que se distribuyeron en formato de casete en preescolares estatales.
En 1979, ingresó a la Facultad de Filosofía y Letras de la Universidad de Guadalajara, donde fue alumna de Adalberto Navarro Sánchez, Fernando Carlos Vevia Romero y Magdalena González Casillas, entre otros. En 1980, comenzó a dar clases en la universidad como maestra suplente de español para extranjeros en programas institucionales. A partir de 1988, tras egresar de la Licenciatura en Letras Hispanoamericanas, se desempeñó como maestra de redacción y estudios literarios en la misma facultad, labor que llevó a cabo hasta 2018. Como parte de su trabajo como catedrática universitaria, creó materiales didácticos enfocados en los estudios literarios y los géneros dramáticos.
Falleció el 17 de junio de 2019 en Guadalajara, Jalisco, a la edad de 74 años.

## Libros y publicaciones
- Esbozos (1969), libro colectivo.[5] Ediciones El Estudiante.
- Añicos de una sonata en mi mayor (1989),[1][8] Unidad Editorial de la Secretaría de Gobierno de Jalisco.
- Impromptu en fa mayor a cuatro manos.[9]
- Variaciones.[9]
- Géneros literarios, antología.[6]
- Introducción a los estudios literarios, antología (2007).
- Géneros dramáticos, antología (2007).

## Premios y homenajes
- Homenaje por sus contribuciones a la enseñanza de la música, Universidad de Guadalajara.[10]
- Reconocimiento al Personal Académico por 20 Años de Servicio, Rectoría General, Universidad de Guadalajara.[11]